# José Manuel Albares
José Manuel Albares Bueno, španski politik in diplomat; * 1972, Madrid.
Je španski diplomat, ki je od 12. julija 2021 opravljal funkcijo ministra za zunanje zadeve, Evropsko unijo in sodelovanje v vladi Pedra Sáncheza.

## Zgodnje življenje
Rojen leta 1972 v Madridu, odraščal pa je v skromni družini iz Usere. Albares je diplomiral iz prava na Univerzi v Deustu, prav tako ima diplomo iz poslovnih ved.

## Kariera
Ko je pričel diplomatsko kariero, je Albares deloval kot konzul v Bogoti, bil pa je tudi svetovalec na stalnem predstavništvu Španije pred OECD.
Ključni svetovalec stranke PSOE Pedro Sánchez je Albaresa imenoval za člana kabineta predsednika vlade, ko je junija 2018 postal predsednik vlade. Albares, ki je takrat zapustil mesto kulturnega atašeja na španskem veleposlaništvu v Parizu in prisegel 21. junija. Kot član skupine PSOE v Parizu je bil izbran za enega od oblikovalcev okvirne predstavitve za 40. zvezni kongres stranke.
Albares je bil januarja 2020 imenovan za veleposlanika v Franciji. Julija 2021 je bil razglašen za Sánchezovega izbranca za ministra za zunanje zadeve, Evropsko unijo in sodelovanje pri preoblikovanju njegove vlade. Prisegel je 12. julija 2021.